# 莫斯塔薩爾
33°59′S 70°41′W / 33.983°S 70.683°W

莫斯塔薩爾（西班牙語：Mostazal），是智利的城鎮，位於該國中部奧伊金斯將軍解放者大區的卡查波阿爾省，面積523.9平方公里，海拔高度486米，2012年人口23,430人，人口密度每平方公里45人。